# 스튜디오 애니멀
스튜디오 애니멀은 2000년 11월 23일에 설립된 대한민국의 애니메이션 제작 회사이다. 스튜디오 애니멀의 애니멀(Animal)는 애니메이션의 ani와 몰(mall)의 합성어이다. 스튜디오 애니멀에서 진행하는 대부분의 프로젝트에 대한 펀딩 및 유통, 상품 개발, 마케팅, 라이선싱 관리 업무 등을 좀 더 특화시켜 진행하기 위해 2010년 8월에 스튜디오 비스트라는 새 회사를 설립하였다.

## 역사
1995 한겨레문화센터 1기 독립 애니 동아리로 ‘애니멀’ 설립. 당시에는 독립 애니 위주의 동인 스튜디오.  조경훈 대표와 구봉회 감독이 한겨레문화센터의 창작 집단 ‘애니멀’ 1기 멤버로서 뜻을 같이하게 되었다.
- 2000 회사 설립
- 2001 <리벤지 임파서블 2>, <조와조디>, <마토다~!!>, <도하의 꿈>, <곰탱이 춘보>, 피자치크 CF, RI 시리즈 상영, <막달리다>, <체인 리액션>
- 2002 게임 <천년> 인트로, <곰탱이 춘보> 2화, 조은이미지 <애니멀> 플래시 애니메이션 PDF 서비스 계약, <MI> 기획/제작
- 2003 <메디컬 아일랜드>, <필살! 약먹이기> 모바일 게임 SKT론칭, <쓰레기의 제왕>, <지구방위고등학교> 싱글음반 기획
- 2004 <메디컬 아일랜드: 필살! 약먹이기> 모바일 게임 KTF 론칭, <얼짱다있군> 모바일 게임 SKT/KTF/LGT 론칭, <군주> TV 애니메이션 시리즈 기획
- 2005 <BOTTO> 프로모션 애니메이션, <스틱스> 프로모션 애니메이션, <로맨스 스워드> 프로모션 애니메이션, <클로버 스퀘어> 프로모션 애니메이션
- 2006 <군주> 게임 PV, <테일즈위버> 게임 영상, <타임앤테일즈> 게임 영상, <군주배틀> 게임 CF, <젬파이터> 게임 영상, <천년여우 여우비> 원화 파트 참여, <ZUMP> 플래시 게임
- 2007 온라인게임 중독 예방 애니메이션, <Walk to the sky>, <찹스 온라인> 게임 동영상, <M-Toy> 개발, <풍림화산> 게임 영상, 나쁜 어린이표 홍보 애니메이션, 나눔로또 광고 애니메이션, 고스트메신저 1차 PV, <메타제트> 캐릭터 컨셉 디자인 개발
- 2008 <타르타로스 온라인> 게임 영상, 브리트니 스피어스 <Break The Ice> 뮤직비디오, <우리집세자매> 합작 참여, <다빈치푸드> 학습만화 1, 2권
- 2009 <우리집 세자매> 방영, <롤링스타즈> 제작 참여
- 2010 <마법천자문-대마왕의 부활을 막아라> 제작 참여,<고스트메신저> SBS 창작 애니메이션 대상 수상 및 OVA 1화 발매, 유통 전문 자회사 <스튜디오 비스트> 설립
- 2021 <웰컴투 정글스쿨> 방영
- 2024 <매지컬 팡> 방영

## 논란
《고스트 메신저》 설정집 그림 무단 도용 논란
2014년 12월 17일, OVA인 《고스트 메신저》의 설정집에서 일본의 비디오 게임 오오카미의 설정화가 무단도용되었다는 의혹이 제기되자, 제작사인 스튜디오 애니멀 측은 참고 과정에서 해당 그림이 섞여들어갔다고 주장하며 긴급 사과했다. 이후 6일 뒤인 12월 23일, 스튜디오 애니멀 사의 책임자 조경훈과 해당 애니메이션 프로젝트의 감독인 구봉희가 공식 SNS을 통해 해당 논란을 인정하고 일제히 사과하며 재발 방지를 약속하였다.

## 제작 애니메이션
- 고스트 메신저
- 지구방위고등학교
- 다빈치푸드
- 군주
- MEDICAL ISLAND
- 도하의 꿈
- 우리집 세자매 제작 도에이 애니메이션, 스튜디오 애니멀
- 브리트니 스피어스 뮤직비디오
- 이상한 나라의 성냥팔이소녀 쓰레기의 제왕
- 노블레스: 파멸의 시작
- 놓지마 정신줄
- 롤링스타즈
- 게임 중독 예방 홍보영상
- 웰컴투 정글스쿨
- 매지컬 팡

## 게임 PV 애니메이션
- 타르타로스
- 풍림화산
- 찹스온라인
- Time N Tales
- 젬파이터
- Romance Sword Clover2
- 천년 인트로
- BOTTO 스틱스
- 클로버 스퀘어
- 군주
- 테일즈위버
- 메이플스토리 최강의군단
- 클로저스
- 엘소드

## 게임
- ZUMP
- M.TOY
- Walk to the sky]
- 얼굴타이쿤
- 필살! 약 먹이기
- 얼짱 다있군
- 강박쌍웅
- 간호사의 비밀
- 갓 오브 하이스쿨

## 단행본
- 다빈치푸드